# Stigmella kaimanua
Stigmella kaimanua là một loài bướm đêm thuộc họ Nepticulidae. Nó được tìm thấy ở New Zealand.
Chiều dài cánh trước khoảng 3 mm. Con trưởng thành bay vào tháng 11 và tháng 12. Có một lứa một năm.
Ấu trùng ăn Parsonsia heterophylla. Chúng ăn lá nơi chúng làm tổ. 